# Iluminación LED de alto CRI

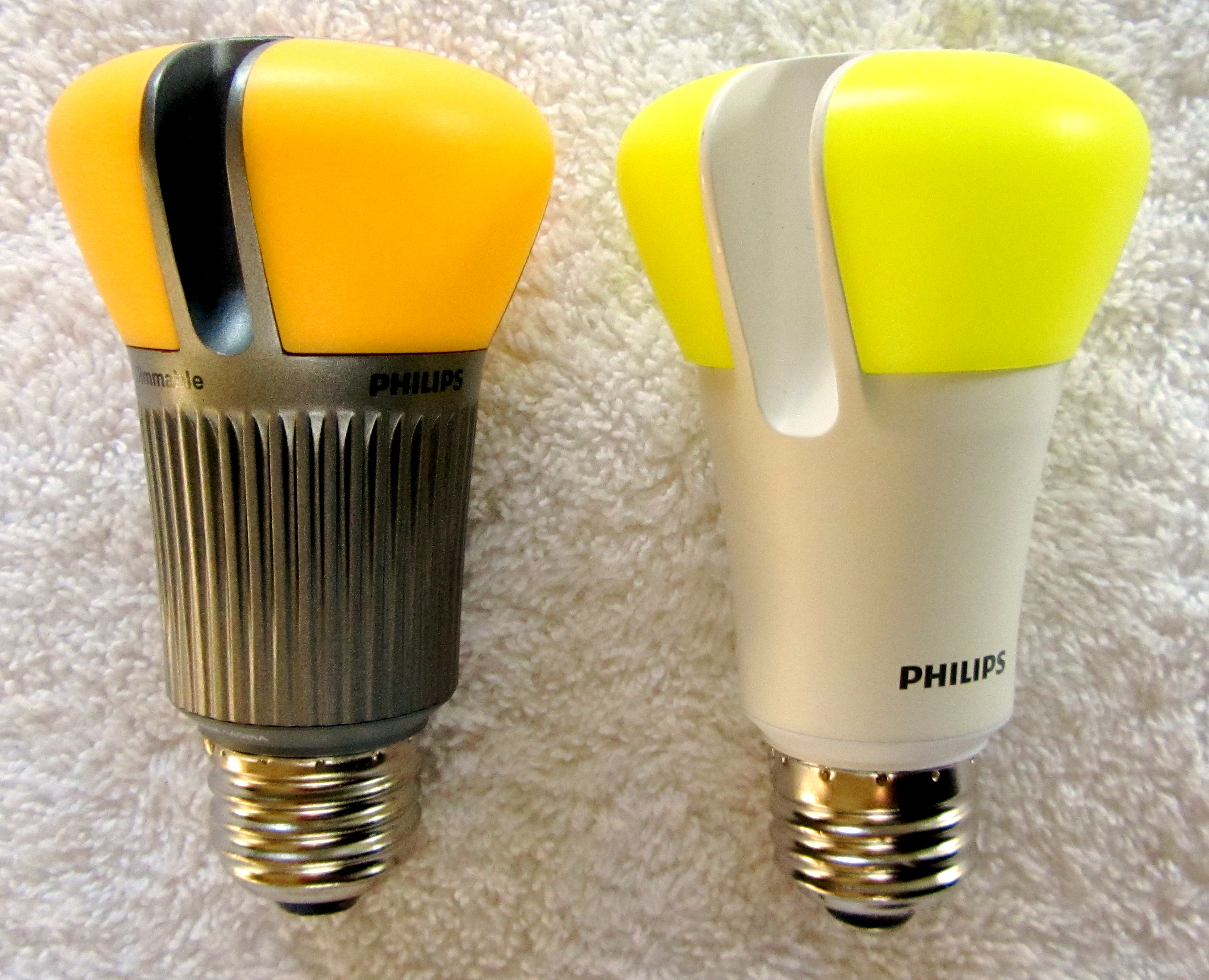
La bombilla de la izquierda tiene un CRI de 80. La bombilla de la derecha tiene un CRI de 92. Una bombilla incandescente tiene un CRI de 100.

La iluminación LED de alto CRI es una fuente de iluminación de diodos emisores de luz (LED) que ofrece un alto índice de reproducción cromática (en inglés color rendering index, CRI).
El CRI es una medida cuantitativa de la capacidad de una luz para reproducir fielmente los colores de los objetos en comparación con una fuente de luz ideal o natural. En términos generales, el CRI es una medida de la capacidad de una fuente de luz para mostrar los colores del objeto de manera "realista" o "natural" en comparación con una fuente de referencia familiar, ya sea luz incandescente o luz solar .
Lograr de manera eficiente un CRI aceptable ha sido la métrica más difícil para las bombillas que intentan reemplazar las bombillas incandescentes (de filamento). Por lo tanto, con frecuencia se ignora en marketing (el valor CRI solo aparece ocasionalmente en el empaque del producto).  Las bombillas con un CRI alto pueden ser reemplazos aceptables para las bombillas incandescentes. La mayoría de las luces LED no tienen un CRI superior a 90. Por ejemplo, las principales bombillas enumeradas en la Revisión del consumidor de 2016 tienen un CRI de 80.
En 2008, el Departamento de Energía de EE. UU. Creó el Premio L para encontrar un reemplazo de bombilla incandescente que cumpliera con las métricas de eficiencia y tuviera un CRI superior a 90. El 3 de agosto de 2011, Philips fue declarada como la primera ganadora del Premio L.

## Cálculo
El CRI se calcula a partir de las diferencias en las cromaticidades de ocho muestras de color estándar CIE (CIE 1995) cuando se ilumina con una fuente de luz y un iluminante de referencia de la misma temperatura de color correlacionada (CCT), comúnmente medida en kelvins, que indica el color de luz producido. por un cuerpo negro radiante a cierta temperatura; cuanto menor sea la diferencia media en cromaticidades, mayor será el CRI. Un CRI de 100 representa el valor máximo posible. Los valores de CRI más bajos indican que algunos colores no parecen naturales. Las lámparas incandescentes tienen un CRI superior a 95. Las lámparas fluorescentes blancas frías tienen un CRI de 62; sin embargo, las lámparas fluorescentes que contienen fósforos de tierras raras están disponibles con valores de CRI de 80 y superiores.
Para CCT inferiores a 5000 K, los iluminantes de referencia utilizados en el procedimiento de cálculo del CRI son los SPD ( distribución de potencia espectral ) de los radiadores de cuerpo negro; para CCT por encima de 5000 K, se utilizan SPD imaginarios calculados a partir de un modelo matemático de la luz solar. Estas fuentes de referencia se seleccionaron para aproximarse a las lámparas incandescentes y la luz solar, respectivamente.
La medida CRI en uso en 2017 fue desarrollada por la CIE en 1974 y se actualizó ligeramente en 1995. La medida tiene dos defectos principales. Sus diferencias de color se miden en un espacio de color no uniforme. Su conjunto de muestra de color tiene solo 8 elementos, lo que es muy pocos para probar luces con espectros complejos. Un fabricante de luces puede ajustar su SPD al conjunto de muestras para lograr un CRI artificialmente alto. En 2015, la IES (Illuminating Engineering Society)  produjo un reemplazo de la medida CRI que utiliza un espacio de color más nuevo y 99 muestras de color. En 2017, la CIE publicó una medida casi idéntica pero no hizo obsoleta su medida CRI de 1995.

## CRI, Ra y Re
El índice de reproducción cromática (CRI) se determina por las distinciones en las cromaticidades de quince muestras de color de prueba (TCS), donde los objetos son iluminados por la fuente de luz a evaluar y un iluminante de referencia con el mismo CCT. Cuanto menor sea el valor del CRI, menores serán las diferencias entre índices. Un valor de CRI de 100 indica el mejor rendimiento de una fuente de luz, mientras que un valor de CRI bajo puede hacer que algunos colores parezcan poco naturales. El valor de CRI más comúnmente utilizado se llama Ra, que es el valor promedio de los primeros ocho índices (R1-R8). Menos conocido pero más preciso es el CRI extendido (Re), que utiliza el valor promedio de R1-R15 y, por lo tanto, sirve como una medida más precisa de la fidelidad del color dado que tiene en cuenta la reproducción de más colores.
El CRI extendido es el promedio de los índices R1 a R15. En particular, tiene en cuenta ciertos colores saturados, como el rojo intenso y el azul profundo, que el CRI (Ra) general no considera. Por lo tanto, es importante verificar ciertos números Ri en el CRI extendido, como R9 y R12, que representan dos colores significativos para películas / videos e iluminación médica. Por lo tanto, cuando se habla del índice de reproducción cromática, la definición de alto CRI varía, y es mejor comenzar las comparaciones con el CRI general (Ra) pero enfatizar los números Ri específicos en el CRI extendido (Re).

## Crítica
El CRI ha sido cuestionado porque la fidelidad a los iluminantes de referencia como CCT no es todo lo que mide la calidad de la iluminación. Se prefieren varios CCT, y puntuar 100 en un CCT no implica la misma calidad de iluminación que puntuar 100 en otro CCT. Los colores de luz "más cálidos", como una bombilla incandescente de 2700 K o una luz de vela de 1700 K, se reproducen con más facilidad que las luces blancas más neutrales, como la luz solar directa de 4800 K, y por lo tanto suelen tener índices de CRI más altos en fuentes de luz alternativas como lámparas CFL y LED. La luz "más cálida" (más roja) naturalmente representa los colores con menos precisión. Piense en cómo se ve el mundo al atardecer (2000K) en comparación con al mediodía (5600K).
Se han encontrado problemas al intentar usar iluminación LED en sets de películas y videos. Los espectros de color de los colores primarios de iluminación LED no coinciden con los pases de banda de longitud de onda de color esperados de las emulsiones de película y los sensores digitales. Como resultado, la reproducción del color puede ser impredecible en impresiones ópticas o en transferencias a medios digitales desde grabaciones de cámaras de video y películas. Este fenómeno con respecto a las películas cinematográficas ha sido documentado en una serie de pruebas de evaluación de iluminación LED producidas por el personal científico de la Academia de Artes y Ciencias Cinematográficas.